# Christian Schenk
Christian Schenk (Rostock, 9 februari 1965) is een voormalige Duitse atleet, die gespecialiseerd was in de meerkamp. Hij werd olympisch kampioen en meervoudig nationaal kampioen.

## Biografie
Schenk werd geboren als zoon van Eberhard Schenk, voormalig Oost-Duits kampioen hordelopen. Nadat hij voor het turnen te groot werd, stapte hij in 1975 over naar atletiek. In 1982 begon hij zich toe te leggen op de tienkamp. Hij kwam in de DDR-tijd uit voor SC Empor Rostock en trainde onder begeleiding van Dr. Klaus-Gerhard Schlottke. Na de val van Oost-Duitsland stapte hij over naar USC Mainz. Daar werd hij getraind door Dr. Axel Scharper en Holger Schmidt.
Schenk boekte zijn grootste succes in 1988 op de Olympische Spelen van Seoel. Hij veroverde een gouden medaille op de tienkamp door met 8488 punten zijn landgenoot Torsten Voss (zilver; 8399) en de Canadees Dave Steen (brons; 8328) voor te blijven. Zijn tussenresultaten bedroegen: 11,25 s - 7,43 m - 15,48 m - 2,27 m - 48,90 s - 15,13 s - 49,28 m - 4,70 m - 61,32 m - 4:28,95 min. Zijn 2,27 bij het hoogspringen is nog altijd de hoogste sprong ooit tijdens een tienkamp gesprongen. Hij deelt dit record met Rolf Beilschmidt. Hij behoorde ook tot de laatste atleten die gebruik maakten van de straddle.
Hierna schreef Schenk geen belangrijke internationale wedstrijden meer op zijn naam. Wel won hij brons op het EK 1990 en het WK 1991. De Olympische Spelen van 1992 in Barcelona moest hij aan zich voorbij laten gaan vanwege een blessure, die hij opliep tijdens een kwalificatiewedstrijd. Bij de wereldkampioenschappen atletiek 1993 belandde hij met een vierde plaats net naast het podium. In 1994 zette hij een punt achter zijn sportcarrière.
In augustus 2018 gaf Schenk in een interview toe, dat hij gedurende zijn loopbaan doping had gebruikt, en dat ook ten tijde van het behalen van zijn olympisch goud.
Schenk is getrouwd, heeft twee zonen en woont in Berlijn.

## Titels
- Olympisch kampioen tienkamp - 1988
- Duits kampioen tienkamp - 1991, 1993

## Persoonlijke records
| Onderdeel            | Prestatie | Datum            | Plaats    |
| -------------------- | --------- | ---------------- | --------- |
| 100 m                | 11,22 s   | 19 augustus 1993 | Stuttgart |
| 400 m                | 48,78 s   | 19 augustus 1993 | Stuttgart |
| 1500 m               | 4.22,58   | 30 augustus 1991 | Tokio     |
| 110 m horden         | 14,90 s   | 7 juli 1991      | Helmond   |
| hoogspringen         | 2,27 m    | 30 augustus 1988 | Seoel     |
| polsstokhoogspringen | 4,90 m    | 30 augustus 1991 | Tokio     |
| verspringen          | 7,63 m    | 19 augustus 1993 | Stuttgart |
| kogelstoten          | 15,77 m   | 29 augustus 1991 | Tokio     |
| discuswerpen         | 46,94 m   | 20 augustus 1993 | Stuttgart |
| speerwerpen          | 65,32 m   | 20 augustus 1993 | Stuttgart |
| tienkamp             | 8500 p    | 20 augustus 1993 | Stuttgart |

## Palmares

### tienkamp
- 1983:  EJK - 7606 p
- 1987: 5e WK - 8304 p
- 1988:  OS - 8488 p
- 1989:  Europacup - 8250 p
- 1990:  EK - 8433 p
- 1991:  Europacup - 8402 p
- 1991:  WK - 8394 p
- 1993: 4e WK - 8500 p (PR)

1904: Tom Kiely ·
1912: Jim Thorpe ·
1920: Helge Løvland ·
1924: Harold Osborn ·
1928: Paavo Yrjölä ·
1932: James Bausch ·
1936: Glenn Morris ·
1948: Bob Mathias ·
1952: Bob Mathias ·
1956: Milt Campbell ·
1960: Rafer Johnson ·
1964: Willi Holdorf ·
1968: Bill Toomey ·
1972: Nikolaj Avilov ·
1976: Bruce Jenner ·
1980: Daley Thompson ·
1984: Daley Thompson ·
1988: Christian Schenk ·
1992: Robert Změlík ·
1996: Dan O'Brien ·
2000: Erki Nool ·
2004: Roman Šebrle ·
2008: Bryan Clay ·
2012: Ashton Eaton ·
2016: Ashton Eaton ·
2020: Damian Warner ·
2024: Markus Rooth
- Gemeinsame Normdatei: 1146993013
- World Athletics: 14358472
- Virtual International Authority File: 134151246523344131425